# Aposphaerion punctulatum
Aposphaerion punctulatum är en skalbaggsart som beskrevs av Martins och Dilma Solange Napp 1992. Aposphaerion punctulatum ingår i släktet Aposphaerion och familjen långhorningar. Inga underarter finns listade i Catalogue of Life.